# 아쿠아 율리아

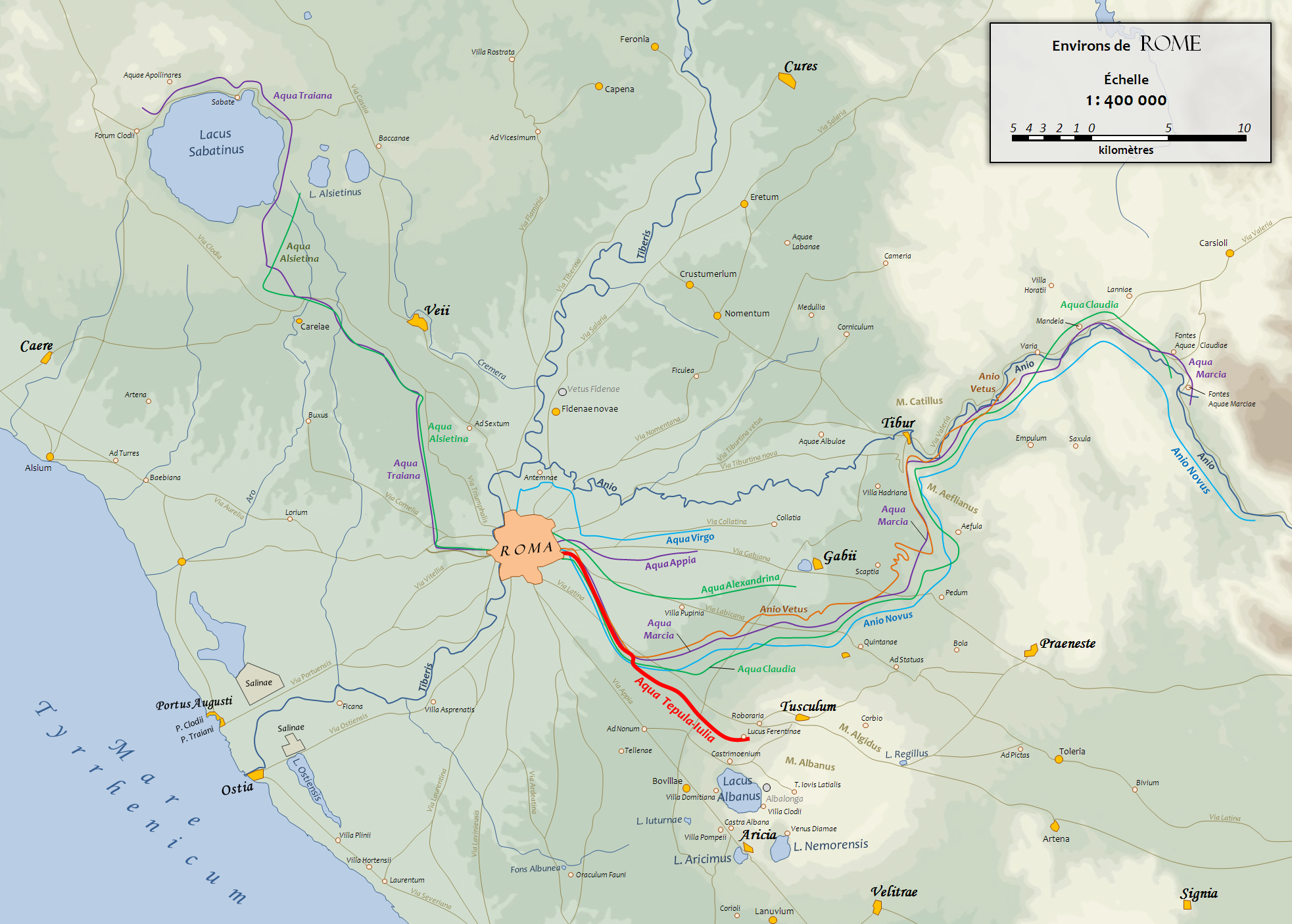
아쿠아 율리아의 경로

 아쿠아 율리아(라틴어: Aqua Julia)는 아우구스투스황제 시기에 그의 친구이자 동지인 아그리파가 입안하여 지은 수도교이며 아그리파가 지은 3개 수도 아쿠아 비르고, 아쿠아 알시에티나 중 하나로 총길이 22.9km에 송수량은 50,000km3정도였다. 이 아쿠아 율리아는 로마시내 동부지역의 상수도 공급을 위해 지어졌다.

## 같이 보기
- 로마의 수도교 목록